# Gonioctena intermedia
Gonioctena intermedia är en skalbaggsart som först beskrevs av Helliesen 1913.  Gonioctena intermedia ingår i släktet Gonioctena, och familjen bladbaggar. Arten är reproducerande i Sverige.